# Rita Ora
Rita Sahatçiu Ora (Pristina, 1990. november 26. –) koszovói albán  származású brit énekesnő és színésznő.

## Gyermekkora
Rita a volt Jugoszláviában született, viszont a háborúk miatt szüleivel már néhány hónaposan elköltözött az Egyesült Királyságba. Anyja, Vera, pszichiáter, apja, Besnik pedig közgazdász és kocsmatulajdonos. Egy nővére (Elena) és egy öccse (Don) van. Londonban nőtt fel és itt járt iskolába is. Korán elkezdett az énekléssel foglalkozni. 2004-ben szerepelt a Spivs című filmben. 2009-ben Eurovíziós Dalfesztivál brit előválogató műsorába nevezett, de végül Jade Ewent választották ki.

## Zenei karrier
2007-ben háttérénekesként közreműködött Craig David Awkward c. dalában, majd 2008-ban a Where's Your Love-ban Tinchy Stryder-rel együtt szintén feltűnt. 2009-ben az A&R lemezkiadó mesélt Ora-ról a Rock Nation kiadónak, ahol Jay-Z is szerződtetve van. Még ebben az évben Rita cameoszereplőként feltűnt Jay-Z Young Forever című és Drake Over című videóklipjében. Ezek után Jay-Z leszerződtette a Rock Nation-nél.

### 2011-től napjainkig

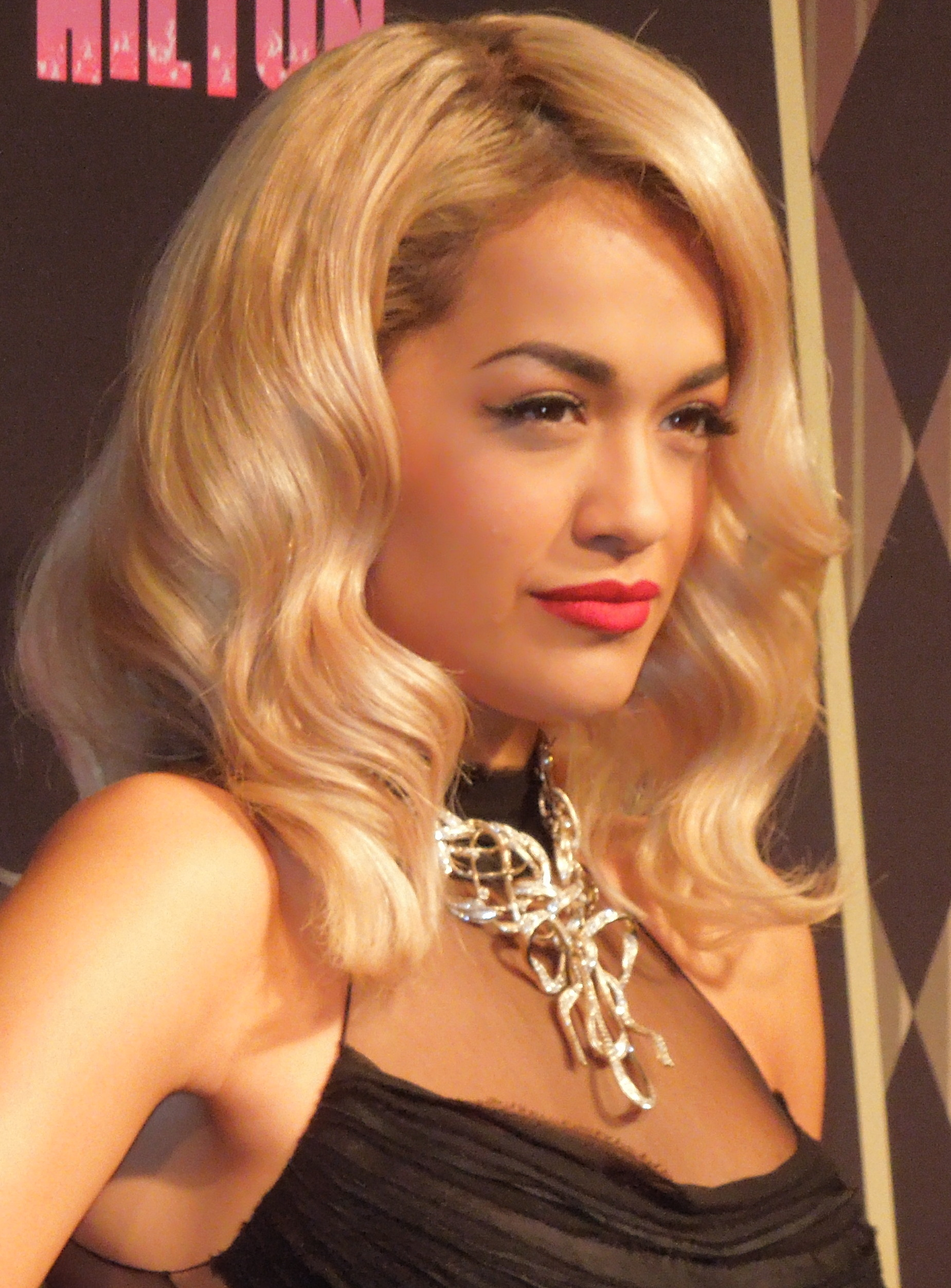
2012-ben

2011-ben Rita a debütáló albumán dolgozott.
2011. december 14-én pedig megjelent közös dala DJ Fresh-sel, a Hot Right Now a YouTube-on.
Ora már lassan 2 éve dolgozik első albumán, többek között Will.i.ammel, Kanye Westtel, Ester Deannel, Drake-kel és The-Dreammel. Rita ezt mesélte a Drake-kel való közös munkájáról: "Adott nekem néhány remek dalt, amit megtiszteltetésnek éreztem felvenni."
2012. február 24-én Ora New York-ban a Z100 rádiónál volt, amikor megjelent az első dala, a How We Do (Party) az új albumról.
Nem sokkal ezután, március 26-án megjelent a R.I.P. c. dala (Tinie Tempah közreműködésével) is, majd ehhez következett a klip is, ami április 4-én debütált.
Debütáló albumát ORA-nak hívják, amely 2012. augusztus 27-én jelent meg.
Ora közreműködött Conor Maynarddal, a brit énekes közelgő albumán, a Contraston. A dal címe Better Than You.
Rita azóta gőzerővel dolgozik új albumán amiről azóta három dal is megjelent klip formájában is ezek az I Will Never Let You Down a Poison és a Body On Me amiben Chris Brown is közreműködött.
Ora közreműködött Iggy Azalea albumán is a Black Widow című számban.
2015-ben az Egyesült Királyságban sugárzott The X Factor című tehetségkutató műsor tizenkettedik évadának egyik zsűritagja, a tehetségkutató legfiatalabb győztesének, Louisa Johnsonnak a mentora volt.
2016 februárjában a Lui francia erotikus férfimagazin címlaplánya volt. A Tezenis fehérneműcég egyik reklámarca.

## Diszkográfia

### Albumok
| Év   | Album                                    | Legmagasabb helyezés | Legmagasabb helyezés | Legmagasabb helyezés | Legmagasabb helyezés | Legmagasabb helyezés | Legmagasabb helyezés                                         | Legmagasabb helyezés |
| Év   | Album                                    | UK                   | AUS                  | AUT                  | GER                  | IRL                  | NZ Archiválva 2016. május 6-i dátummal a Wayback Machine-ben | SWI                  |
| ---- | ---------------------------------------- | -------------------- | -------------------- | -------------------- | -------------------- | -------------------- | ------------------------------------------------------------ | -------------------- |
| 2012 | ORA - Formátumok: CD, digitális letöltés | 1                    | 24                   | 51                   | 63                   | 2                    | 24                                                           | 15                   |

### Egyéb számok
- Better than You (feat. Conor Maynard) (2012)
- Torn Apart (feat. Snoop Lion) (2013)
- Lay Down Your Weapons (feat. K Koke) (2013)
- Black Widow (feat. Iggy Azalea) (2014)
- I Will Never Let You Down (2014)
- Poison (2015)
- Body On Me (feat. Chris Brown) (2015)
- Are We Gonna Play?  (feat. Sage the Gemini) (2015)
- Ain't About to Stop (feat. Prince) (2015)
- Coming Home (feat. Sigma) (2015)
- Doing It  (feat. Charli XCX) (2015)
- New York Raining  (feat. Charles Hamilton) (2015)
- Lonely Together (feat. Avicii) (2017)
- Kiss Me (2017)
- After the Afterparty (VIP Mix) (feat. Charli XCX & Raye & Stefflon Don) (2017)
- Your Song (2017)
- Anywhere (2017)
- For You (feat. Liam Payne) (2018)
- Ritual (feat. Tiësto & Jonas Blue) (2019)[2]

## Videóklipek
| Év   | Cím                                       | Rendező         |
| ---- | ----------------------------------------- | --------------- |
| 2008 | Where's Your Love                         | Steve Kemsley   |
| 2009 | Young Forever (Jay-Z és Mr Hudson)        | Anthony Mandler |
| 2010 | Over (Drake)                              | Anthony Mandler |
| 2011 | Hot Right Now (DJ Fresh közreműködésével) | Rohan BM        |
| 2012 | R.I.P. (Tinie Tempah közreműködésével)    | Emil Nava       |
| 2012 | How We Do (Party)                         | Marc Klasfeld   |
| 2012 | Shine Ya Light                            | Emil Nava       |
| 2012 | Radioactive                               | James Larese    |

## Filmográfia

### Film
| Év   | Magyar cím                    | Eredeti cím                  | Szerep          | Magyar hang     |
| ---- | ----------------------------- | ---------------------------- | --------------- | --------------- |
| 2004 | Orosz rulett                  | Spivs                        | Rosanna         |                 |
| 2013 | Halálos iramban 6.            | Fast & Furious 6             | versenyindító   |                 |
| 2015 | A szürke ötven árnyalata      | Fifty Shades of Grey         | Mia Grey        | Tamási Nikolett |
| 2015 | Mélyütés                      | Southpaw                     | Maria Escobar   |                 |
| 2017 | A sötét ötven árnyalata       | Fifty Shades Darker          | Mia Grey        | Peller Mariann  |
| 2018 | A szabadság ötven árnyalata   | Fifty Shades Freed           | Mia Grey        | Peller Mariann  |
| 2019 | Pokémon – Pikachu, a detektív | Pokémon Detective Pikachu    | Dr. Ann Laurent | Csuha Borbála   |
| 2021 |                               | Twist                        | Dodger          |                 |
| 2023 |                               | Wonderwell                   | Yana            |                 |
| 2024 | Utódok: Vörös felemelkedése   | Descendants: The Rise of Red | Szívkirálynő    | Mikecz Estilla  |
| 2025 | Ólomkatona                    | Tin Soldier                  | Mama Suki       | Vági Viktória   |

### Televízió
| Év        | Magyar cím                    | Eredeti cím                      | Szerep                               | Megjegyzések                                 |
| --------- | ----------------------------- | -------------------------------- | ------------------------------------ | -------------------------------------------- |
| 2004      |                               | The Brief                        | Jaclyn Livermore                     | 1 epizód                                     |
| 2006      |                               | Bombshell                        | Leylah                               | 1 epizód                                     |
| 2013      | 90210                         | 90210                            | önmaga                               | 1 epizód                                     |
| 2015      |                               | The Voice UK                     | mentor                               | 4. évad                                      |
| 2015      | Empire                        | Empire                           | önmaga                               | egy epizód                                   |
| 2015      |                               | The X Factor                     | zsűritag                             | 12. évad                                     |
| 2016–2017 | Topmodell leszek!             | America's Next Top Model         | házigazda                            | 23. évad                                     |
| 2017      |                               | Boy Band                         | házigazda                            |                                              |
| 2017      |                               | 2017 MTV Europe Music Awards     | házigazda                            |                                              |
| 2019      |                               | RuPaul's Drag Race All Stars     | vendég zsűritag                      | 4. évad                                      |
| 2020–     |                               | The Masked Singer UK             | zsűritag                             | 1-3. évad                                    |
| 2021–2023 |                               | The Voice                        | mentor                               | 10. évad–                                    |
| 2022–2023 | Kung Fu Panda: A sárkánylovag | Kung Fu Panda: The Dragon Knight | Sir Luthera / Kóborló Penge (hangja) | - főszereplő - magyar hangja: - Mentes Júlia |